# New World Stages
New World Stages är en off-Broadway-teater på 340 West 50th Street i Manhattan i New York i USA.
New World Stages håller på att bli en av de viktigaste platserna för den nya modellen av Off-Broadway-produktioner, där flera föreställningar anpassar sina speltider och huserar i samma teater, delar scenografi och tekniskt team för att sänka kostnaderna, så att de kan hålla Off-Broadway-föreställningarna igång under längre perioder.. Med hjälp av denna modell har två av New World Stages inhyrda gäster nyligen tjänat in sina ursprungliga investeringar (My First Time och Altar Boyz). Den är nu också nu hem för två shower som tidigare gick på Broadway: Avenue Q och Rent (vilka båda hade sina rötter off-Broadway), en produktionstaktik som används för att möjliggöra att föreställningarna blir ekonomiskt gångbara under längre produktionsperioder.

## Historia
Teatern är inhyst i skyskrapan One Worldwide Plaza på 340 West 50th Street, och var mellan 1994 och 2001 en biograf tillhörande kedjan Loews Cineplex Entertainment, känd för att ha billiga biobiljetter. Biokomplexet stängdes mellan 2001 och 2004, då de efter omfattande renoveringar öppnade igen, som Dodger Stages. Vid nyöppningen kallades huvudbaren för Bar 39 och till en början hade man ingen alkoholförsäljning, rättigheter att servera alkohol fick man i oktober 2004, changed to the Downstage Lounge, and then later, joined media partner Time Out to become the Time Out New York Lounge. Dodger Stages bytte namn till New World Stages den 16 mars 2006, efter att Dodger Stage Holding delades upp i Dodger Theatricals och Stage Entertainment. Stage Entertainment tog över ägandet av New World Stages. Teaterkomplexet har huserat 34 olika föreställningar, såväl som en rad evenemang, läsningar och auditioner.

## Statistik
Komplexet består av 5 teaterscener, som vid fulla hus rymmer upp till 1 917 besökare. Scen 1 och 3 har ett maxantal på 499 stolar vardera, scen 2 och scen 4 har 360 stolar var, och scen 5 rymmer upp till 199 åskådare. Totalt har lokalerna en yta på 5 690 m2, och sträcker sig under markytan till en längd av ett helt kvarter, från 49:e till 50:e gatan.
Med 5 shower igång parallellt på de 5 tillgängliga scenerna, har New World Stages för närvarande ett maxantal besökare per vecka på 16 073 personer, inräknat endast teaterbesökarna. (denna beräkningen är gjord genom att multiplicera scenernas maxkapacitet med föreställningar per vecka).
New World Stages räknas till Off-Broadway-scenerna eftersom inga av teatrarna har över 499 stolar, och inga av dess teatrar har färre än 100 stolar. Teatrar med färre än 100 stolar räknas som Off-Off-Broadway. Teatrar med 500 eller fler stolar som ligger inom teaterområdet faller i kategorin Broadway.